# C/2010 J11
C/2010 J11 – kometa jednopojawieniowa odkryta 11 maja 2010 roku na zdjęciach SOHO przez Rafała Reszelewskiego, najmłodszego uczestnika projektu Sungrazing Comets, któremu udało się odkryć kometę. Należy do grupy komet Kreutza.